# Самсонов, Артём Сергеевич
Артём Серге́евич Самсо́нов (род. 5 января 1994, Калуга) — российский футболист, полузащитник.

## Биография
Начинал заниматься футболом в Калуге, в местном «Локомотиве». В 11 лет в товарищеской игре против «Спартака» Самсонова заметили тренеры московского клуба и пригласили его на просмотр, который тот успешно прошёл.
Первоначально играл нападающего, но в «Спартаке» стал выступать на разных позициях в полузащите. С 2011 года начал играть за молодёжный состав «Спартака»; дебютировал 20 мая в домашнем матче против «Краснодара» (4:1). В сезоне 2011/12 Самсонов стал серебряным призёром, а в сезоне 2012/13 выиграл молодёжное первенство. С 2013 года начал выступать за фарм-клуб «Спартак-2», в составе которого выиграл Первенство ПФЛ 2014/2015.
5 сентября 2014 года участвовал в матче открытия спартаковского стадиона — «Открытие Арена», в котором «Спартак» сыграл вничью с «Црвеной Звездой» (1:1); Самсонов вышел в стартовом составе и провёл на поле 85 минут. В официальных играх за «Спартак» дебютировал 23 сентября 2014 года в матче 1/16 финала Кубка России против «Смены», в котором отыграл все 90 минут.
Летом 2017 года, после трехлетнего перерыва, был приглашён на предсезонные сборы с основной командой «Спартака» и принимал участие в товарищеских играх; в частности, отметился забитым мячом в ворота «Чертаново». В сентябре 2017 года попал в заявку «Спартака» на Лигу чемпионов 2017/18. 5 ноября 2017 года дебютировал в Премьер-лиге в домашнем матче против «Уфы», выйдя на замену на 87-й минуте вместо Дениса Глушакова.
10 января 2018 года перешёл в клуб «СКА-Хабаровск».
30 августа 2018 подписал контракт с волгоградским клубом «Ротор». В июле 2024 года перешел из вылетевшего из «золотой группы» второй лиги «Мурома» в поднявшийся в нее ивановский «Текстильщик». Дебютировал за команду 4 августа в матче против "Калуги": в нем он на 90-й минуте заменил Никиту Козловского.

### Карьера в сборной
Вызывался в юношеские сборные России до 18 и до 19 лет. В июне 2015 года был впервые вызван в молодёжную сборную России. Дебютировал 14 июня в товарищеском матче против сборной Беларуси (3:0).

## Личная жизнь
Отец — Сергей Александрович Самсонов (1973 г. р.), бывший футболист, вратарь, выступал на любительском уровне в калужских командах. Младший брат Семён (2008 г. р.) — занимается футболом в ДЮСШ «Торпедо» (Калуга).

## Достижения

### Командные
«Спартак» (Москва)
- Победитель молодёжного первенства России: 2012/13

«Спартак-2» (Москва)
- Победитель Первенства ПФЛ: 2014/15 (зона «Запад»)